# Changzhou (ort i Kina, Jiangxi Sheng, lat 29,02, long 116,80)
Changzhou är en ort i Kina. Den ligger i provinsen Jiangxi, i den sydöstra delen av landet, omkring 97 kilometer nordost om provinshuvudstaden Nanchang. Antalet invånare är 29 272. Befolkningen består av 13 616 kvinnor och 15 656 män. Barn under 15 år utgör 26,0 %, vuxna 15-64 år 66 %, och äldre över 65 år 6,0 %.
Runt Changzhou är det tätbefolkat, med 266 invånare per kvadratkilometer. Närmaste större samhälle är Guxiandu, 9,1 km nordost om Changzhou. Trakten runt Changzhou består till största delen av jordbruksmark.
Genomsnittlig årsnederbörd är 2 308 millimeter. Den regnigaste månaden är juni, med i genomsnitt 395 mm nederbörd, och den torraste är oktober, med 33 mm nederbörd.